# Włocławek
Włocławek là một thành phố Ba Lan. Thành phố này thuộc tỉnh. Thành phố có diện tích 84,32 km2, dân số 117.785 người (năm 2009).